# Jerzy Modrakowski
Jerzy Leopold Modrakowski (ur. 3 kwietnia 1875 w Bydgoszczy, zm. 14 czerwca 1945 we Wrocławiu) – polski lekarz-farmakolog, profesor i rektor Uniwersytetu Warszawskiego.

## Życiorys

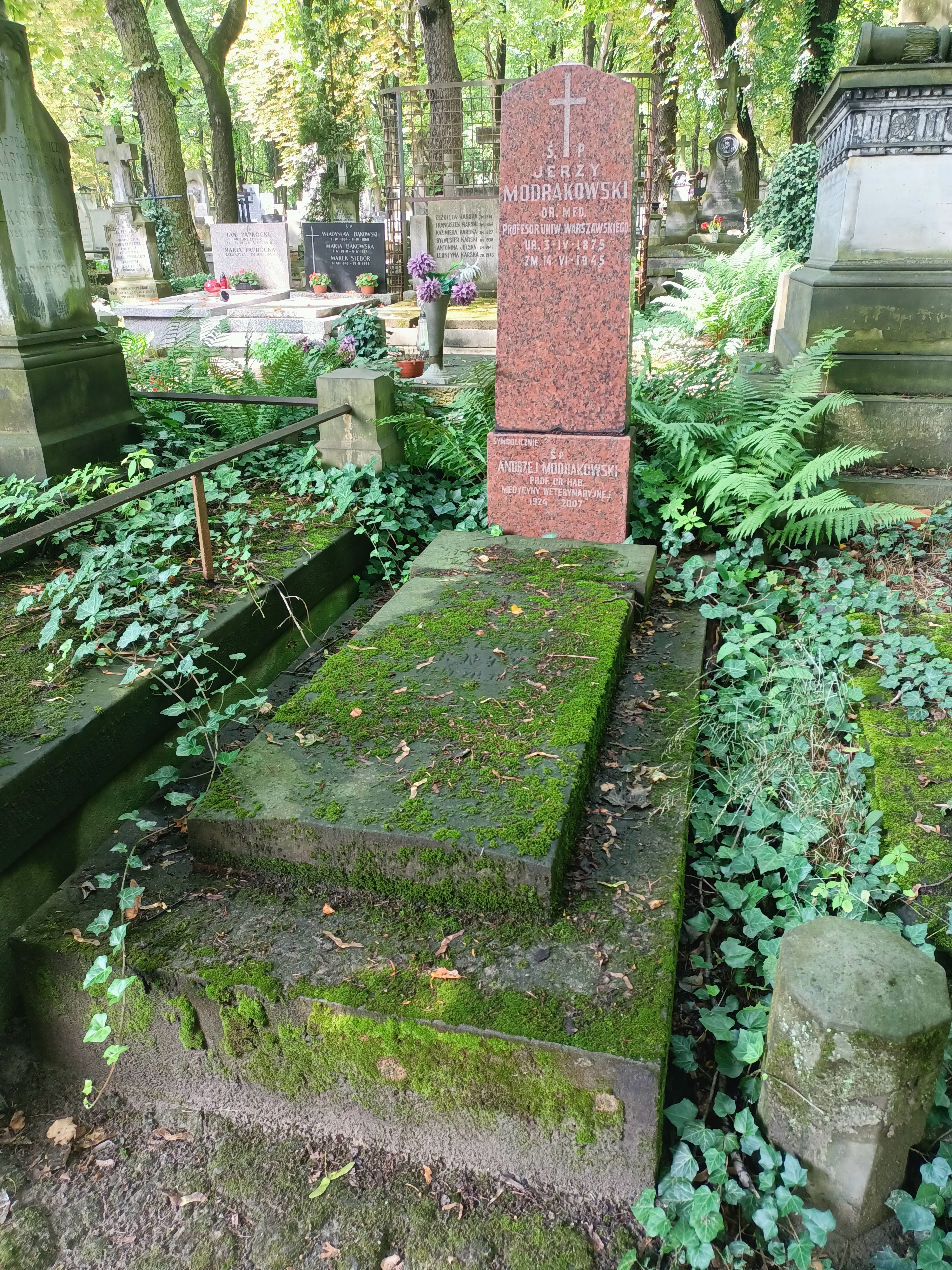
Grób Jerzego Modrakowskiego na Cmentarzu Powązkowskim

Urodził się w polskiej, zniemczonej rodzinie kupieckiej Władysława i Serafny z Ciastowskich. Uczył się w gimnazjum we Wrocławiu. W 1893 roku rozpoczął studia medyczne na Uniwersytecie Wrocławskim. W trakcie studiów, które ukończył w 1898 roku, przez rok studiował w Monachium. Uzupełniał wiedzę na uczelniach w Strasburgu, Grazu i Berlinie, w którym to mieście obronił pracę doktorską w 1898 roku.
Po powrocie do Polski pracował jako asystent w katedrze farmakologii na Uniwersytecie Lwowskim. Tamże został docentem farmakologii od 1 listopada 1905 roku, a tytuł profesora nadzwyczajnego uzyskał 10 lipca 1912 roku. W czasie pracy we Lwowie zaczął pisać prace naukowe po polsku.
Tuż przed I wojną światową wydał książkę „Doświadczalne badania rentgenologiczne wpływu morfiny na kanał pokarmowy”. Na początku wojny wyjechał do Bazylei. Na tamtejszym uniwersytecie objął katedrę i klinikę chorób wewnętrznych (pracował na tym stanowisku w latach 1914–1915).
Od 1 grudnia 1917 roku wykładał farmakologię na odrodzonym Uniwersytecie Warszawskim i jednocześnie tworzył Zakład Farmakologii Eksperymentalnej, który otwarto w 1918 roku. Składało się nań, jak informował dokument z epoki: „16 pracowni, 1 strych, 26 ubikacyj i 1 żabiarnia”. Został kierownikiem Katedry Farmakologii, a 1 kwietnia 1919 roku profesorem zwyczajnym.
W 1920 roku służył w Wojsku Polskim, zapewne w szpitalach wojskowych. Zweryfikowany w stopniu podpułkownika ze starszeństwem z 1 czerwca 1919 roku w korpusie oficerów sanitarnych, grupa lekarzy. W 1934 roku, jako oficer pospolitego ruszenia, pozostawał w ewidencji Powiatowej Komendy Uzupełnień Warszawa-Miasto III z przydziałem mobilizacyjnym do Kadry Zapasowej 1 Szpitala Okręgowego w Warszawie.
W roku akademickim 1926/27 został dziekanem Wydziału Lekarskiego UW. Niedługo po tym został przyjęty w poczet członków Towarzystwa Naukowego Warszawskiego, a w 1930 roku do Polskiej Akademii Umiejętności (jako członek korespondent, a od 1934 roku był członkiem rzeczywistym). W 1937 roku był polskim delegatem jako członek ekspert w Międzynarodowej Komisji ds. Narkotyków przy Lidze Narodów.
W 1936 roku został rektorem Akademii Stomatologicznej, a w 1939 roku wybrano go na rektora Uniwersytetu Warszawskiego. Jego kadencja miała się zacząć 1 października 1939 roku.
We wrześniu 1939 w pomieszczeniach Wydziału Lekarskiego UW działał szpital polowy. Po kapitulacji stolicy Modrakowski jesienią 1939 roku kilkakrotnie w prywatnych mieszkaniach organizował zebrania władz uczelni. Wspólnie z innymi rektorami warszawskich uczelni zwrócił się do władz okupacyjnych o zezwolenie na przeprowadzenie egzaminów końcowych dla tych studentów, którym do skończenia studiów brakowało tylko tego ostatniego egzaminu. Niemcy zgodzili się, choć tylko na niektórych wydziałach i z wykluczeniem Żydów. Wydano 529 dyplomów magisterskich.
Ostateczne zarządzenie w tej sprawie Niemcy wydali 14 września 1940 roku: nakazano zamknięcie wszystkich wyższych uczelni i zakazano używania tytułu rektora.
Modrakowskiemu, jako profesorowi z dyplomami z Wrocławia, Monachium i Berlina, proponowano współpracę, ale odmówił. Brał udział w konspiracyjnym nauczaniu. Był wykładowcą Prywatnej Szkoły Zawodowej dla Pomocniczego Personelu Sanitarnego doc. Jana Zaorskiego, która była konspiracyjną formą tajnego Wydziału Lekarskiego Uniwersytetu Warszawskiego.
W dwudziestoleciu międzywojennym należał do Stowarzyszenia Mieszkaniowego Spółdzielczego Profesorów Uniwersytetu Warszawskiego. Mieszkał w profesorskim domu Spółdzielni przy ul. Sewerynów 6 w Warszawie. Dom ten spalił się w 1939 roku. Powstanie warszawskie zastało go w Warszawie. Był aresztowany i przymusowo zatrudniony w niemieckim szpitalu. Po powstaniu został wywieziony do obozu do Wrocławia, gdzie po chorobie i operacji zmarł. Pochowany na cmentarzu Powązkowskim w Warszawie (kwatera 32 wprost-3-25).

## Ordery i odznaczenia
- Krzyż Komandorski Orderu Odrodzenia Polski (11 listopada 1937)[8]
- Krzyż Walecznych[3]

## Życie prywatne
Był trzykrotnie żonaty:
- pierwszą żoną była Eleonora z Martinów, z którą Modrakowski miał syna George’a,
- drugą żoną była Maria Ludmiła z Kuczkiewiczów (1896–1965), znana śpiewaczka i pedagog, matka Andrzeja Stanisława Modrakowskiego (1924–2007). Drugim mężem Marii był Tadeusz Gustaw Jackowski (1889–1972), dyplomata, ambasador Polski w Belgii i Luksemburgu,
- z Romaną z Lentzów (1904–1971) Modrakowski miał dwoje dzieci: Jadwigę Serafinę zamężną Skibę (ur. 1931) i Stanisława Jerzego (1938–1945). Romana Lentz była córką znanego malarza Stanisława Lentza[9].